# Strathroy-Caradoc
Strathroy-Caradoc (offiziell Municipality of Strathroy-Caradoc) ist eine Verwaltungsgemeinde im Süden der kanadischen Provinz Ontario. Die Gemeinde liegt im Middlesex County und hat den Status einer Lower Tier (untergeordneten Gemeinde).
Die heutige Gemeinde Strathroy-Caradoc entstand erst durch den Zusammenschluss der Kleinstadt Strathroy mit der Township Caradoc im Jahr 2001.
Von 1867 bis 1946 wurde bei Muncey, im Süden der heutigen Gemeinde, die Mount Elgin Indian Residential School (auch Muncey Institute oder Mount Elgin Industrial School genannt) betrieben. Sie war ein methodistisches Internat im Residential School-System für Kinder indigener Abstammung.

## Lage
Strathroy-Caradoc liegt nordwestlich des Thames River, nur wenige Kilometer Luftlinie westlich von London, während im nördlichen Gemeindegebiet der Sydenham River fließt. In der Gemeinde gibt es mehrere Siedlungsschwerpunkte. Die beiden größten und wichtigsten sind Strathroy und Mount Brydges.
Im Süden der Gemeinde, unmittelbar am Thames River liegen Reservate (Chippewas of the Thames First Nation Indian Reserve No. 42, Oneida Nation of the Thames First Nation Indian Reserve und Munsee-Delaware Nation No. 1) verschiedener Völker der First Nations, hier hauptsächlich Gruppen der Anishinabe, der Oneida und der Lenni Lenape.

## Bevölkerung
Der Zensus im Jahr 2016 ergab für die Gemeinde eine Bevölkerungszahl von 20.867 Einwohnern, nachdem der Zensus im Jahr 2011 für die Gemeinde noch eine Bevölkerungszahl von 20.978 Einwohnern ergeben hatte. Die Bevölkerung hat damit entgegen dem Trend in der Provinz zum letzten Zensus im Jahr 2011 leicht um 0,5 % abgenommen, während der Provinzdurchschnitt bei einer Bevölkerungszunahme von 4,6 % lag. Im Zensuszeitraum von 2006 bis 2011 hatte die Einwohnerzahl in der Gemeinde noch nahe dem Provinzdurchschnitt um 5,1 % zugenommen, während die Gesamtbevölkerung in der Provinz um 5,7 % zunahm.

## Verkehr
Southwest Middlesex wird im nördlichen und östlichen Bereich vom Kings Highway 402 durchquert. Weiterhin wird die Gemeinde von Eisenbahnstrecken sowohl der Canadian Pacific Railway wie auch der Canadian National Railway durchquert. Außerdem halten in Strathroy planmäßig die Corridor-Personenzüge der VIA Rail.

## Persönlichkeiten
- Robert G. Brett (1851–1929), Mediziner, Politiker und Vizegouverneur der Provinz Alberta
- James T. Shotwell (1874–1965), Historiker